# 鈴木惣兵衛 (5代目)
鈴木 惣兵衛（すずき そうべえ、1782年（天明2年） - 1841年7月17日（天保12年5月29日））は、尾張国名古屋の材木商。

## 人物
1782年（天明2年）、先代惣兵衛の第1子の惣九郎として出生。真宗大谷派名古屋別院再建の報を知り、曹洞宗から真宗への一代限りの宗旨替えをした上、真宗大谷派本山に多額の寄付をするなどし、信頼を得、再建用材を一手に引き受けることに成功するなど、商才に恵まれた。尾張藩9代藩主であった、徳川宗睦に苗字帯刀を許される。隠居後は惣助を名乗った。1841年（天保12年）5月29日没。60歳であった。